# Pensacola, Florida
Pensacola este un oraș și sediul comitatului Escambia din statul Florida, Statele Unite ale Americii. Pensacola a avut la recensământul din 2000 o populație de 56.255 de locuitori.
1. ↑   https://www.cityofpensacola.com/134/Office-of-the-Mayor, accesat în 7 noiembrie 2024 Lipsește sau este vid: |title= (ajutor)
2. ↑  2010 U.S. Gazetteer Files, accesat în 9 iulie 2020